# Nelson Piquet
Nelson Piquet Souto Maior (pronunție în portugheză [ˈnɛwsõ piˈke]; n. 17 august 1952, Rio de Janeiro, Districtul Federal⁠(d), Brazilia) este un fost pilot brazilian de curse și actual om de afaceri. De la retragere, Piquet, de trei ori campion mondial, a fost clasat printre cei mai mari piloți de Formula 1 în diverse sondaje.
Piquet a avut o scurtă carieră în tenis înainte de a-și pierde interesul pentru sport și, ulterior, s-a apucat de karting unde și-a ascuns identitatea pentru a-l împiedica pe tatăl său să-i descopere hobby-ul. A devenit campionul național brazilian la karting în 1971–72 și a câștigat campionatul de Formula Vee în 1976. Cu sfatul lui Emerson Fittipaldi, Piquet a mers în Europa pentru a obține un succes mai mare, luând numărul record de victorii în Formula 3 în 1978, doborând-ul pe cel al lui Jackie Stewart.
În același an, și-a făcut debutul în Formula 1 cu echipa Ensign și a condus pentru McLaren și Brabham. În 1979, Piquet s-a mutat la echipa Brabham și a terminat pe locul secund în 1980, înainte de a câștiga campionatul în 1981. În 1982 a fost împiedicat să-și apere titlul din cauza nefiabilității grave a motorului, dar a reușit să cucerească al doilea campionat mondial în 1983. În 1984–85, Piquet a pierdut din nou șansele de a câștiga campionatul, dar a reușit să marcheze totuși trei victorii în acea perioadă. S-a mutat la echipa Williams în 1986 și a fost candidat la titlu până în runda finală din Australia. Piquet și-a adjudecat al treilea și ultimul campionat în 1987, după o bătălie aprinsă cu coechipierul său, Nigel Mansell, ceea ce a dus răcirea relației dintre cei doi. Ulterior, Piquet s-a mutat la Lotus pentru 1988–89, unde a suferit a treia scădere de formă. În cele din urmă, s-a mutat la echipa Benetton pentru 1990–91, acolo unde a reușit să câștige trei curse înainte de a se retrage din sport.
După ce s-a retras din Formula 1, Piquet și-a încercat norocul și la Indianapolis 500 timp de doi ani. De asemenea, a încercat cursele de mașini sport în diferite momente în timpul și după cariera sa în Formula 1. Piquet este în prezent retras și conduce mai multe afaceri în Brazilia. De asemenea, îi manageriază pe fiii săi Nelson Piquet Jr. și Pedro Piquet, care sunt și ei piloți profesioniști de curse.

## Cariera în Formula 1
| Sezon | Echipă                                                      | Puncte | Loc clasament general |
| ----- | ----------------------------------------------------------- | ------ | --------------------- |
| 1978  | Team Tissot Ensign / BS Fabrications / Parmalat Racing Team | 0      | -                     |
| 1979  | Parmalat Racing Team                                        | 3      | 16                    |
| 1980  | Parmalat Racing Team                                        | 54     | 2                     |
| 1981  | Parmalat Racing Team                                        | 50     | 1                     |
| 1982  | Parmalat Racing Team                                        | 20     | 11                    |
| 1983  | Fila Sport                                                  | 59     | 1                     |
| 1984  | MRD International                                           | 29     | 5                     |
| 1985  | Motor Racing Developments                                   | 21     | 8                     |
| 1986  | Canon Williams Honda Team                                   | 69     | 3                     |
| 1987  | Canon Williams Honda Team                                   | 73     | 1                     |
| 1988  | Camel Team Lotus Honda                                      | 22     | 6                     |
| 1989  | Camel Team Lotus                                            | 12     | 8                     |
| 1990  | Benetton Formula Ltd                                        | 43     | 3                     |
| 1991  | Camel Benetton Ford                                         | 26,5   | 6                     |